# Masakra w Al-Hadisie

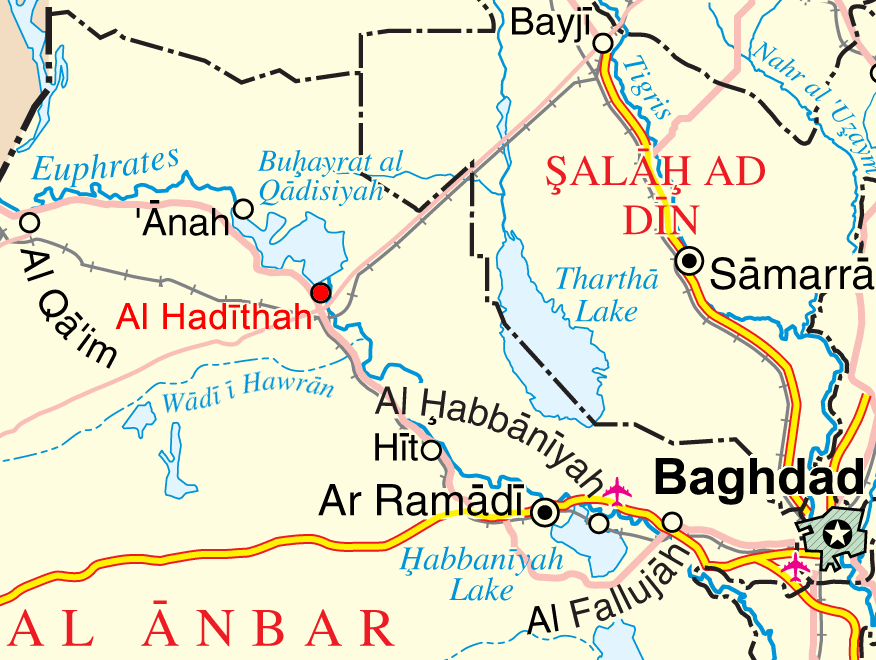
Położenie Al-Hadisy (czerwony punkt) na mapie Iraku

Masakra w Al-Hadisie – zbrodnia wojenna popełniona przez amerykańskich żołnierzy w mieście Al-Hadisa w Iraku, do którego doszło 19 listopada 2005 roku.

## Historia
Amerykańscy żołnierze dopuścili się brutalnego mordu na 24 Irakijczykach. Wśród zamordowanych znalazły się kobiety i dzieci. Do masakry doszło, gdy wybuch przydrożnej bomby pułapki zabił żołnierza piechoty morskiej. Jak powiedział amerykański kongresmen, weteran wojny wietnamskiej John Murtha, który relację o incydencie otrzymał od wojskowych USA, koledzy zabitego żołnierza zastrzelili wtedy kilku cywilów w taksówce i wtargnęli do domów w pobliżu miejsca eksplozji. Tam zastrzelili kolejnych kilkanaście bezbronnych osób, w tym kobiety i dzieci.
Jak wynika z relacji świadków, nie było żadnych przyczyn do tak brutalnego postępowania, które w opinii miejscowej ludności powinno być ukarane śmiercią wszystkich tych, którzy się tego dopuścili.
Dyrektor Haditha General Hospital przekazał mediom, że w tragicznym dniu zginęły 24 osoby, w tym osiem kobiet i pięcioro dzieci. Walid Abdul-Khaleq al-Obeidi mówi, że ciała zamordowanych miały ślady po strzałach w głowę i zostały przewiezione do szpitala przez amerykańskich marines 14 godzin od ostatniego strzału, którzy słyszeli świadkowie.
Jedno z ciał było spalone i był to najprawdopodobniej ojciec jednego ze świadków zdarzenia, który zginął od wybuchu granatu wrzuconego do jego pokoju.
Podczas pierwszego spotkania ze świadkami zdarzenia, amerykańskie dowództwo wojskowe w Iraku twierdziło, że przyczyną śmierci 24 osób była bomba podłożona na ulicy przez terrorystów.
W styczniu 2012 roku, po sześcioletnim postępowaniu, wobec sześciu z ośmiu oskarżonych postępowanie umorzono, jednego z oskarżonych uniewinniono, głównego oskarżonego (Franka Wutericha, dowódcę oddziału) skazano na degradację do stopnia szeregowego i obniżenie pensji. Sąd odrzucił stawiane Wuterichowi zarzuty zabójstwa i napaści, wydając wyrok jedynie odnośnie do zarzutu zaniedbania obowiązków.
Na bazie tych wydarzeń powstał film pt. Bitwa o Irak.